# Per chi suona la campana
Per chi suona la campana (For Whom the Bell Tolls) è un romanzo del 1940 di Ernest Hemingway.
Esso racconta attraverso un alter ego, Robert Jordan, l'esperienza diretta dello stesso autore, che prese parte alla guerra civile spagnola come corrispondente di guerra, nelle file dell'esercito popolare repubblicano. Insieme a Il sole sorgerà ancora, Il vecchio e il mare e Addio alle armi, Per chi suona la campana è considerato il miglior lavoro dello scrittore statunitense.
Il protagonista, Robert Jordan, è un intellettuale statunitense che combatte in Spagna per le forze democratiche cui viene affidato il compito di minare e fare esplodere un ponte di vitale importanza per i franchisti. Dietro le linee nemiche, con la banda dei guerriglieri di Pablo, Robert Jordan fa la conoscenza di Maria, la cui vita è stata frantumata dallo scoppio della guerra. La storia si sviluppa tra la svogliatezza di Pablo, il forte senso del dovere di Robert Jordan e l'altrettanto forte amore per la vita rievocato dalla presenza di Maria. Una porzione sostanziale del romanzo è incentrata sui pensieri di Robert Jordan, attraverso la rievocazione delle riunioni con i russi a Madrid e alcune riflessioni nei confronti di suo padre e suo nonno. Un altro personaggio rilevante è Pilar, che con il suo ingresso introduce eventi che dimostrano la brutalità incredibile della guerra civile, tramite le azioni tumultuose dei rivoluzionari delle autorità governative.
Il titolo è ricavato da una celebre lirica di John Donne; in relazione al concetto secondo cui nessun uomo è un'isola e cioè non può considerarsi indipendente dal resto dell'umanità, egli disse:
(«E allora, non chiedere mai per chi suoni la campana. Essa suona per te.»)
Da notare che, in inglese, il verbo to toll indica appunto il rintocco lento delle campane, usato soprattutto nelle cerimonie funebri.

## Trama
Robert Jordan, un giovane professore americano impegnato nella guerra civile spagnola dalla parte repubblicana, è incaricato dal generale sovietico Golz di far saltare in aria un ponte nella zona montuosa tra Madrid e Segovia. Tale operazione ha lo scopo di agevolare un'azione d'attacco repubblicana che, in caso di riuscita, porterebbe all'occupazione di La Granja e di Segovia, due città in mano ai franchisti.
Tre giorni prima dell'attacco Robert Jordan si reca sul posto, dove fa la conoscenza di una banda di guerrilleros capeggiata da Pablo e composta da Pilar (la mujer di Pablo), il vecchio Anselmo, lo zingaro Rafael, Augustín, i fratelli Andrés ed Eladio, Primitivo, Fernando e Maria. La banda dimora in una caverna sulle montagne circondata dai pini. Arrivato alla caverna, Robert Jordan fa la conoscenza di alcuni dei membri della 'banda di Pablo', tra i quali Maria, una giovane ragazza spagnola entrata a far parte del gruppo in seguito a un attacco a un treno franchista, e Pilar, un'anziana donna zingara che ha preso Maria sotto la sua ala protettrice. Robert Jordan si innamora a prima vista della ragazza, sentimento che verrà poi ricambiato da quest'ultima.
La sera Robert Jordan ha una dura discussione con Pablo, il quale non ha fiducia nella riuscita della missione del ponte, nella quale teme di incontrare la morte. In Robert Jordan matura quindi il forte dubbio che Pablo abbia deciso di abbandonarli. Il giorno seguente, Robert Jordan si dirige, accompagnato da Pilar e Maria, verso l'accampamento di El Sordo, capo di una banda alleata a quella di Pablo, con l'intento di chiedergli di rubare dei cavalli ai fascisti per la fuga dopo l'esplosione del ponte. La faccenda ha un'amara conclusione: scoppia una tempesta di neve che però cessa prima che El Sordo e i suoi uomini riescano a rubare i cavalli. In questo modo i fascisti, seguendo le loro orme nella neve, trovano l'accampamento di El Sordo e, dopo una lunga battaglia combattuta su una collina, uccidono tutti i guerrilleros.
La 'banda di Pablo' si ritrova quindi non solo a corto di cavalli, ma anche di uomini, dal momento che El Sordo avrebbe dovuto partecipare all'assalto assieme a loro. Come se non bastasse durante la notte prima dell'attacco Pablo abbandona gli altri portando con sé l'esploditore e il detonatore di Robert Jordan, il quale ha così la conferma dei suoi presentimenti su di lui. Pablo però si pente subito della sua decisione e torna dagli altri con cinque uomini e cinque cavalli racimolati da altre bande di guerrilleros, ma senza il materiale rubato, che ha gettato in un fiume.
Il mattino seguente, mentre il grosso del gruppo assalta il posto di guardia fascista presso la segheria a monte, Robert Jordan, aiutato da Anselmo, piazza l'esplosivo sul ponte arrangiandosi come può con delle granate. Augustín copre loro le spalle nascosto tra i pini. Andrés è l'unico della banda che non partecipa all'azione perché era stato incaricato il giorno precedente da Robert Jordan di consegnare un messaggio a Golz, recante la richiesta di annullamento dell'attacco, dato che i franchisti ne sono venuti a conoscenza. Il messaggio però non arriva in tempo e la battaglia ha inizio: Eladio e i cinque di Pablo vengono uccisi dai fascisti, mentre Fernando rimane gravemente ferito all'inguine. Robert Jordan e Anselmo riescono a far saltare in aria il ponte, ma quest'ultimo viene ucciso dall'esplosione.
I rimanenti membri della banda fuggono con i cavalli che erano stati sorvegliati da Maria durante l'attacco, ma Robert Jordan viene colpito da un proiettile e, cadendo da cavallo, si rompe irrimediabilmente il femore sinistro. Egli, consapevole che non potrà più scappare con gli altri, convince l'amata Maria che lui resterà sempre al suo fianco anche dopo la morte e che lei deve quindi rimanere viva per entrambi, questa volta la campana ha suonato per lui. Gli altri (Pablo, Pilar, Rafael, Primitivo, Maria e Augustín) lo lasciano in mezzo ai pini ad attendere la morte. Rimasto solo, Robert Jordan vede un ufficiale nemico avvicinarsi e si nasconde dietro un albero, pronto ad ucciderlo.

## Personaggi principali

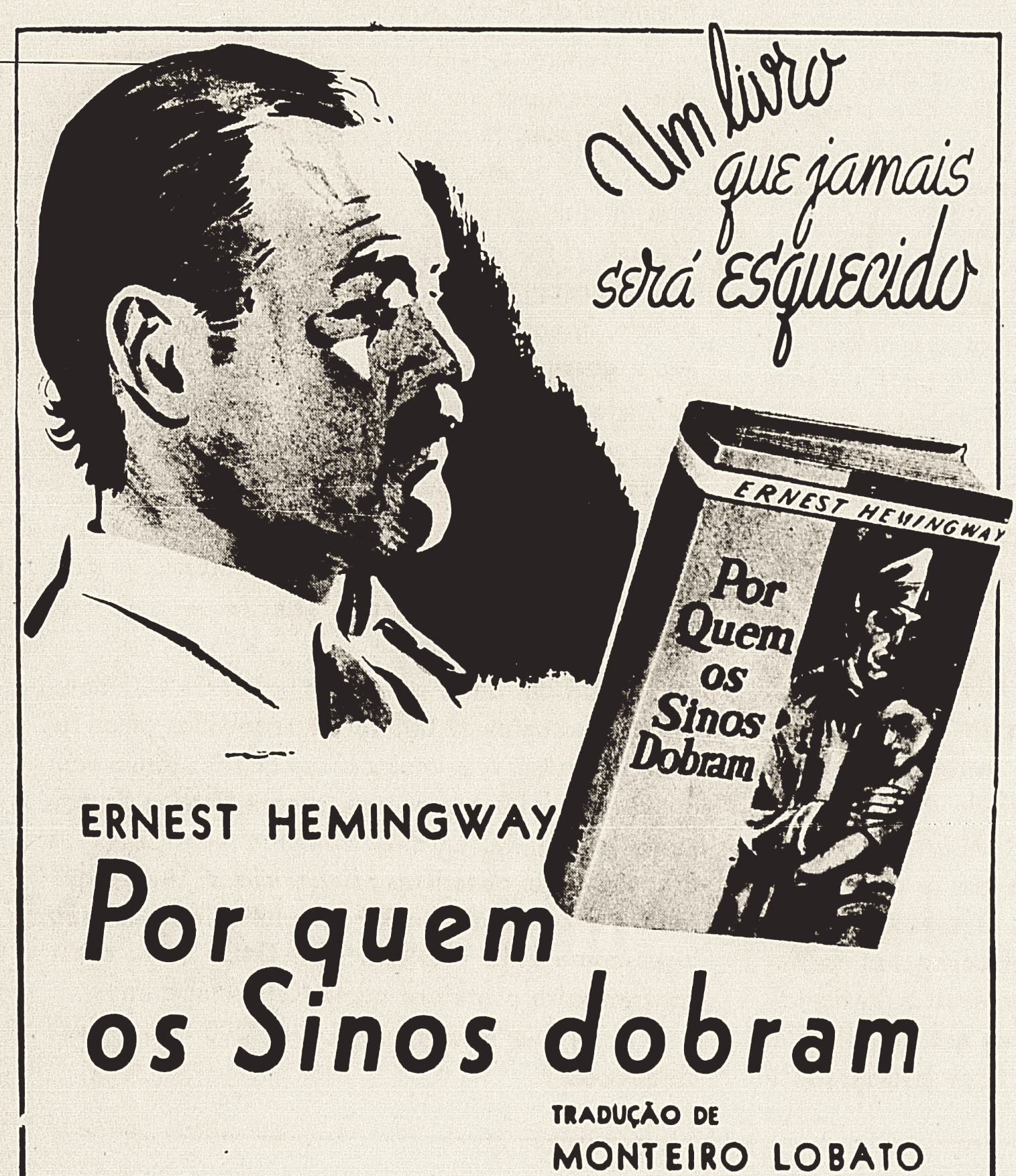
La locandina pubblicitaria brasiliana

- Robert Jordan - giovane statunitense, volontario nell'esercito antifranchista.
- Anselmo - membro anziano della banda di Pablo.
- Pablo - capo della guerriglia.
- Rafael – membro gitano della banda di Pablo.
- Maria – ragazza che ama (ricambiata) Robert Jordan.
- Pilar – moglie di Pablo.
- Agustín - membro della banda di Pablo.
- El Sordo - capo di una banda alleata a quella di Pablo.
- Fernando - membro di mezza età della banda di Pablo.
- Andrés - membro della banda di Pablo, fratello di Eladio.
- Eladio - membro della banda di Pablo, fratello di Andrés.
- Primitivo - membro giovane della banda di Pablo.
- Joaquín – giovane comunista, membro della banda di El Sordo.

## Temi principali
Il tema principale del romanzo è la morte. Quando a Robert Jordan è assegnata la missione di far scoppiare il ponticello, sa che non sopravviverà; come Robert anche Pablo, sapendo della missione, sa immediatamente che li condurrà alla morte. Anche il Sordo, ben presto, vede l'inevitabilità della morte. Quasi tutti i personaggi principali nel libro contemplano la propria morte ed è la loro reazione alla prospettiva della morte - e il significato che le attribuiscono, particolarmente rispetto alla causa della Repubblica - che li definisce.
Un tema relativo è il cameratismo intenso in previsione della morte, il generoso sacrificio di sé stessi nell'interesse della causa o per le genti. Robert, Anselmo e gli altri sono pronti a farlo “come dovrebbero“ tutti i buoni uomini; il gesto spesso ripetuto di abbraccio o di “picchiettamento” sulla spalla di un altro rinforza l'impressione di “cameratismo vicino”. Uno degli esempi migliori è Joaquín. Dopo l'esecuzione della sua famiglia gli altri compagni, abbracciandolo e confortandolo, affermano che da quel momento sono loro la sua nuova famiglia.
Oltre a questo amore per i camerati, ci sono l'amore per la terra spagnola evocato attraverso l'immagine dei luoghi e i ricordi nella memoria dei sensi, per la vita stessa. Questi sono rappresentati dal suolo della foresta coperto di aghi di pino sia all'inizio che alla fine del romanzo. Alla fine del romanzo, Robert attende la morte sentendo come se il suo cuore battesse contro la pavimentazione di aghi di pino della foresta.
Un altro tema importante è il suicidio. I personaggi, compreso Robert, preferirebbero morire piuttosto che cadere in mani nemiche e sono preparati ad uccidersi, essere uccisi, o uccidere per evitarlo. Mentre il libro si conclude, Robert, ferito (ma non mortalmente) alla gamba ed incapace di viaggiare con i suoi compagni, attende un'occasione finale. È preparato mentalmente al suicidio per evitare la cattura e la tortura che il nemico gli infliggerebbe per ottenere le informazioni. Eppure, spera di evitare parzialmente il sacrificio perché suo padre, che vede come un vigliacco, aveva commesso lo stesso gesto. Robert “capisce“ il suicidio ma non lo approva.
Ci sono inoltre i temi dell'ideologia politica e della bigotteria. Robert ha impiegato facilmente lo slogan conveniente "nemico della gente"; egli si muove rapidamente nei soggetti e nelle opinioni. In seguito, Robert spiega la minaccia del fascismo nel proprio paese: " Jordan, eliminando la ciotola dello stufato con il pane, ha spiegato come l'imposta sul reddito e la tassa di successione ha lavorato” ma le grandi proprietà rimangono. Inoltre, ci sono tasse sulla terra, ma certamente i grandi proprietari e i ricchi faranno una rivoluzione contro tali tasse, che sembrano essere rivoluzionarie. Si rivolteranno contro il governo quando si renderanno conto che sono minacciati, come i fascisti hanno fatto qui, Primitivo ha detto: “È possibile, allora dovrete combattere nel vostro paese come combattiamo qui” “sì, dovremo lottare.” “ma non ci sono molti fascisti nel vostro paese?” “ce ne sono molti che non sappiamo che sono fascisti ma lo scopriremo a suo tempo.”. Quest'ultima linea potrebbe essere correlata alla scrittrice Gertrude Stein e alle posizioni fasciste del libro di Ezra Pound durante la guerra civile spagnola.
La divinazione è un altro tema presente nel libro. La zingara Pilar è una lettrice della mano. Quando Robert mette in discussione le sue capacità, risponde, "Poiché l'arte del miracolo di sordità... . Non è quell'arte stupida. L'Arte è semplicemente sorda. Chi è sordo non può sentire la musica. Ne può sentire la radio. Dunque potrebbe dire, non avendo mai sentito, che tali cose non esistono."

## Linguaggio figurato
Le immagini frequentemente usate da Hemingway per produrre l'atmosfera densa della violenza e della morte nei suoi libri sono rinomate. L'immagine principale di Per chi suona la campana è quella della macchina. Il timore dell'armamento moderno distrugge, come già ha fatto in Addio all'Armi, le concezioni dell'arte antica della guerra: il combattimento, la competizione sportiva e l'aspetto di ricerca. L'eroismo si trasforma in carneficina, l'immagine più forte impiegata qui è la fucilazione dei genitori di Maria contro la parete di un mattatoio. La gloria esiste soltanto nelle spedizioni ufficiali; qui, il tema di "disinganno" di Addio alle Armi è adattato.
Gli aerei fascisti sono temuti particolarmente e, quando si avvicinano, tutta la speranza è persa. Gli sforzi dei partigiani sembrano sparire, il loro impegno e le loro abilità diventano insignificanti, "si muovono come la sorte avversa meccanizzata" e le bombe dell'aereo generano la devastazione. Con El Sordo e la sua banda gli slogan ideologici che Joaquín impiega "come se fossero talismani" non hanno effetto; ricorre alla preghiera, ma neppure quella può risparmiarlo. Ogni volta che gli aerei compaiono, indica la morte certa e vana. I soldati usando quelle armi sono dei semplici bruti, ignorando "tutta la concezione di dignità" come Fernando ha osservato. Anselmo ha insistito, "dobbiamo insegnare loro. Dobbiamo portare via i loro aerei, le loro armi automatiche, i loro serbatoi, la loro artiglieria e loro insegna la dignità".
Oltre a queste minacce fisiche, gran parte della violenza è fatta ad un livello metafisico. Ciò appare da una discussione fra Robert e Pablo. Pilar inoltre è un buon esempio di questo concetto. È uno dei personaggi più brutali del romanzo e danneggia quasi tutti, ma mai realmente usando la forza fisica.

## Importanza e critica letteraria
La maggior parte del libro si pone dal punto di vista della gente dal lato Repubblicano nella guerra, il che riflette chiaramente la posizione di Hemingway. Un'eccezione notevole è fatta in una singola pagina che dà il punto di vista di due soldati delle truppe di Franco, che sono descritti come normali e come gente abbastanza simpatica, senza un'ideologia fascista evidente. Ovviamente, benché Hemingway si sentisse personalmente più dalla parte dei Repubblicani, era importante per lui sottolineare che in realtà si trattava di esseri umani in lotta contro altri esseri umani.
Nel 1941 a Per chi suona la campana  fu assegnato il premio Pulitzer dal comitato della Columbia University; tuttavia quell'anno il premio non fu assegnato per l'opposizione di Nicholas Murray Butler, rettore della Columbia University, il quale ritenne non opportuno premiare il romanzo di Hemingway.

## Allusioni a storia reale
Il romanzo inoltre presenta chiaramente un tema ideologico, nella rappresentazione della violenta contrapposizione fra sinistra e destra, attraverso la lotta dei Repubblicani contro i Fascisti. Nel romanzo sono presenti chiari riferimenti all'intervento dell'URSS (qui denominata semplicemente Russia) nella Guerra Civile, a sostegno della causa Repubblicana, al quale si contrappone il supporto della Germania e dell'Italia ai nazionalisti.
Khadzhi Umar Mamsurov, sotto il nome di colonnello Xanthé, lavorò in Spagna dall'agosto del 1936 all'ottobre del 1937, coordinando tutte le attività partigiane in Spagna. Organizzò aktivki, piccoli gruppi di sabotatori che attraversavano le linee per una missione. Mamsurov, che venne decorato come Eroe dell'Unione Sovietica, sostenne in seguito quando era diventato colonnello generale, di essere il personaggio sul quale Hemingway modellò l'eroe Robert Jordan.

## Edizioni
- Ernest Hemingway, Per chi suona la campana, traduzione di Maria Martone Napolitano, collana Oscar classici moderni, Arnoldo Mondadori, 1996,  p. 501, ISBN 88-04-41284-4.
- Ernest Hemingway, Per chi suonano le campane, a cura di Elio Vittorini, traduzione di Luciano Foà e Alberto Zevi, Il Politecnico, Torino, Einaudi, 1946.[3]

## In altri media
- 1943 - Per chi suona la campana (For whom the Bell tolls) di Sam Wood che ricevette 9 nomination al Premio Oscar.
- Il gruppo thrash metal statunitense Metallica scrisse nel 1984, per l'album Ride the Lightning, il brano For Whom the Bell Tolls ispirandosi al romanzo.